# Campo della Polonia Combattente
Obóz Polski Walczącej (OPW, Campo della Polonia Combattente, o Movimento della Polonia Combattente) fu un partito minore della resistenza polacca. Creato nel 1942-1944 e con sede a Varsavia, i suoi membri erano principalmente composti dal precedente partito politico, Obóz Zjednoczenia Narodowego (Campo di Unità Nazionale, o 'Ozon'), parte del movimento della Sanacja. Tra gli organizzatori di questo movimento vi fu il Maresciallo Edward Rydz-Śmigły, che propose il nome, e Julian Piasecki, che ne divenne il comandante. L'organizzazione fu militarmente subordinata all'Armia Krajowa dal 1943 e si unì infine al Konwent Organizacji Niepodległościowych (Consiglio delle Organizzazioni dell'Indipendenza) per formare il Zjednoczenie Organizacji Niepodległościowych (Unione delle Organizzazioni dell'Indipendenza).

### Ulteriori approfondimenti
- J. C. Malinowski, Piłsudczykowski Obóz Polski Walczącej (1940–1945). Zarys struktury i działalności, „Czasy Nowożytne”, t. 9, 2000, s. 152